# Christian Frédéric Petri
Pour les articles homonymes, voir Petri.
Christian ou Chrétien Frédéric Petri, né français à Soultz-sous-Forêts le 24 juin 1826 et devenu allemand par le traité de Francfort, mort le 31 décembre 1907 à Strasbourg, est une personnalité luthérienne alsacienne qui fut l'avant-dernier président du Directoire de l'Église de la Confession d'Augsbourg d'Alsace-Lorraine au temps du Reichsland. 

## Biographie
Christian Frédéric Petri est né le 24 juin 1826, à Soultz-sous-Forêts (Bas-Rhin), dans une famille luthérienne originaire de Hesse (Allemagne), installée en Alsace du nord depuis le début du XVIIe siècle, et comptant nombre de pasteurs et d'administrateurs. Son père, Christian Frédéric Petri (1789-1870), était notaire à Soultz-sous-Forêts et conseiller général du canton. Sa mère était Richarde Sophie Haas (1802-1838). Il est le cousin d'Émile Georges Charles Petri. 
L'enfant est baptisé le 2 juillet, dans l'église du bourg. Après des études secondaires au gymnase de Bouxwiller (Bas-Rhin), il s'inscrit à la Faculté de droit de Strasbourg. Il travaille ensuite avec son père auquel il succède en 1856. Il dirige l'étude notariale de Soultz-sous-Forêts jusqu'à sa démission en 1885. Élu conseiller municipal de sa commune en 1860 puis conseiller général en 1869, il reste en Alsace lors de l'annexion de celle-ci à l'Empire allemand et devient maire de 1872 à 1875.
En 1858, Christian Petri épouse en premières noces, Valérie Cunier, fille de Gustave Cunier, notaire et maire de Bischwiller, le couple a deux enfants :  Sophie en 1859 et Chrétien Frédéric en 1863 (décédé à l’âge de 11 mois). Devenu veuf, Christian Petri épouse Emma Engel en 1873, ils ont deux filles, Alice et Louise Léonie.

## Engagements dans l'Église luthérienne
En 1872, il est élu député au Consistoire supérieur de l'Église de la Confession d'Augsbourg et élu par ce dernier membre du Directoire de cette Église. Il exerce ces deux fonctions jusqu'en 1881. Mais jugé alors trop orthodoxe par la majorité libérale du Consistoire supérieur, il n'est pas renouvelé au Directoire et remplacé par le libéral Boeckel. Cependant, en 1885, contre l'avis des trois-quarts de l'assemblée, le Reichsstatthalter Erwin von Manteuffel, lui-même luthérien orthodoxe, le nomme président du Directoire. Christian Petri dirige et administre l'Église de la Confession d'Augsbourg d'Alsace-Lorraine et participe à partir de 1897 à l'élaboration d'un projet de réforme de la constitution de l'Église luthérienne, ceci jusqu'à sa retraite en 1903. Il est alors remplacé par un Allemand de souche, Friedrich Curtius. Christian Petri meurt brutalement à Strasbourg, le 31 décembre 1907, à 81 ans, alors qu'il partait en promenade.